# Thomas S. Monson
Thomas Spencer Monson (født 21. august 1927, død 2. januar 2018) var Mormonkirkens øverste leder og profetpræsident. Ifølge trossamfundet talte han direkte med Jesus Kristus, som ledte ham i alle beslutninger vedrørende mormonkirken og dennes ledelse. Med jævne mellemrum blev han opretholdt i alle mormonmenigheder verden over, hvilket går ud på, at mormonerne til deres gudtjeneste eller andre møder rækker deres højre hånd op for at anerkende ham som profet, seer og åbenbarer.
Dem der vælger at række hånden op ved spørgsmålet, som stilles efterfølgende, om nogen er imod dette, bliver kaldt ind til samtale med deres kirkeledere, hvorefter de ekskommunikeres for at være apostater. Han nævnes også i en bøn i alle deres begavelsesceremonier. I modsætning til hvad der ellers forventedes og fortsat forventes af alle mandelige mormoner, tog Monson ikke på mission for kirken.

## Bedrageri-sagen 2014
Thomas S. Monson blev den 31. januar 2014 kaldt til Storbritannien for at besvare en række anklager, fra nuværende og forhenværende mormoner, om bedrageri fra Mormonkirkens side, han undlod at møde op i retten i Storbritannien d. 14. marts 2014, og retten overvejede indtil d. 20. marts, om man ville udstede en arrestordre på ham, eller hvordan sagen videre skulle forløbe, d. 20. marts droppede man dog sagen, da den bl.a. kunne have vidtrækkende konsekvenser for andre religioner.

## Mormonkirken under Monsons ledelse
- I juni 2008 få måneder efter Monson havde afløst den afdøde Gordon B. Hinckley, sendte Monson direkte breve til lokale mormonmenigheder i Californien, hvor han opfordrede dem til at støtte, Proposition 8, som ville ulovliggøre homoseksuelle ægteskaber i Californien. Dette er sidenhen blevet stærkt kritiseret af andre amerikanere og også enkelte mormoner[5].
- I 2010 ændrede mormonerne lidt i deres officielle vejledning til håndtering af homoseksuelle mormoner[6].
- I 2010 fjernede mormonkirken 2 racistiske indledninger fra deres version af Mormons Bog[7].
- Coca cola og andre drikke indeholdende koffein blev i 2012 tilladt mormoner at drikke efter, at der siden Coca Colas grundlæggelse havde været stærke argumenter imod, at mormoner måtte drikke disse drikke, da de ikke må drikke kaffe, som indeholder koffein[8].
- Mandelige mormoner som førhen tidligst måtte tage på mission ved 19-årsalderen må siden 2012 tage afsted som 18-årige, og kvindelige mormoner må nu tage afsted som 19-årige, hvor de førhen skulle være fyldt 21[9].
- I 2012 blev der ændret i mormonkirkens tiendeblanketter[10].
- I 2012 blev mormonernes tempelceremonier filmet for første gang nogensinde og lagt på Youtube[11].
- I december 2012 blev mormonerne opfordret til at være mere medfølende over for homoseksuelle mormoner, dertil anerkendtes det også, at homoseksualitet ikke nødvendigvis er noget, man kan gøre for, dog betragtes det stadig som en meget alvorlig synd at give efter for homoseksuelle følelser[12].
- I februar 2013 blev alle referencer til mormonkirkens tidligere udgivelse, Kirkens historie (History of the Church), fjernet fra Mormonkirkens udgaver af Mormons Bog, Lære og Pagter osv. Fremover vil Kirkens historie blive betragtet som antimormonsk[13].